# 水东崔府君庙
水东崔府君庙，位于山西省晋城市泽州县金村镇水东村北街，是一座古建筑，建于元至清。
2013年3月5日，水东崔府君庙公布为第七批全国重点文物保护单位，编号7-0828。